# Will Reiser
Will Reiser (1980) è uno sceneggiatore e produttore televisivo statunitense.
Egli è meglio conosciuto per aver scritto il film del 2011, "50 e 50", basato sulla propria esperienza con il cancro.

## Biografia
Ha frequentato l’Hampshire College di Amherst, Massachusetts, laureandosi nel 2003. Inizia quasi subito a lavorare come produttore in un certo numero di programmi televisivi, come il "Da Ali G Show". Nel 2005, mentre lavorava come produttore associato, gli viene diagnosticato, all'età di 25 anni, una forma di cancro spinale, chiamata Schwannoma maligno.

### La malattia e il film 50/50
Dopo aver subito l'intervento chirurgico, venne sollecitato da Seth Rogen ed Evan Goldberg, anch'essi collaboratori al "Da Ali G Show", di scrivere una sceneggiatura basata sulla sua esperienza. Reiser ha completato il suo primo progetto, intitolato, "50/50", nel 2008,  la sua prima sceneggiatura. Con Rogen e Goldberg che produssero il film, il copione fu acquistato dalla Mandate Pictures con lo stesso Rogen, nella parte del miglior amico del protagonista del film, Adam, interpretato da Joseph Gordon-Levitt. Il film venne rilasciato nel settembre 2011. Al momento del rilascio del film, Reiser era libero dal cancro da 6 anni. Per questo film ha vinto numerosi premi, compreso l'Independent Spirit Award per la miglior sceneggiatura di un'opera prima, ed il National Board of Review of Motion Pictures, premio per la migliore sceneggiatura originale. Fu anche premiato durante il summit annuale OMG 2012! sul cancro contratto da giovani adulti, per il suo "coraggio, irriverenza e la creatività nel realizzare un cambiamento significativo e di grande impatto".

### Jamaica, il progetto successivo
Il progetto successivo di Reiser è un film dal titolo Jamaica. Il film racconta di una vacanza dello stesso Raiser in Giamaica, all'età di 14 anni accompagnato da sua nonna. Jonathan Levine, che ha diretto 50/50, è stato affiancato al registra principale per dirigere Jamaica. Reiser sta lavorando anche sulla versione americana del film commedia tedesca, "Men". È cugino dell'attore e comico Paul Reiser.